# Are You Dead Yet?
Are You Dead Yet? је пети студијски албум финске мелодичне дет метал групе Чилдрен ов Бодом. Албум је објављен у Финској 14. септембра 2005, а у остатку света 19. септембра 2005, а издавач је био Центури Медија. Ово је први албум групе са гитаристом Ропеом Латвалом, након одласка Александера Куопале. Претходно значајни утицаји пауер метала су знатно редуковани на овом албуму.

## Информације о албуму
Сву музику је написао Алекси Лајхо, осим музике за песму број 7, коју су заједно написали Алекси Лајхо и Ропе Латвала. Све стихове је написао Алекси Лајхо, осим за песму број 6, коју је написао заједно са Кимберли Гос и песме број 7 коју је написала сама Кимберли.
„Are You Dead Yet?“ је први албум Чилдрен ов Бодом који има два сингла. Песма „Trashed, Lost & Strungout“ је објављена на мини-албуму и као сингл 2004., а „In Your Face“ је објављен у августу 2005. мало пре албума. Ово је такође први албум који има три спота, а трећи спот је снимљен за насловну песму.

## Списак песама
1. "Living Dead Beat" – 5:18
2. "Are You Dead Yet?" – 3:54
3. "If You Want Peace… Prepare for War" – 3:57
4. "Punch Me I Bleed" – 4:51
5. "In Your Face" – 4:16
6. "Next in Line" – 4:19
7. "Bastards of Bodom" – 3:29
8. "Trashed, Lost & Strungout" – 4:01
9. "We're Not Gonna Fall" – 3:17

### Бонус песме у Јапану
- "Oops!... I Did It Again" (обрада песме Бритни Спирс)
- "Talk Dirty to Me" (обрада песме групе Појсон)

### Бонус пемсе за северно-америчко тржиште
- "Somebody Put Something in My Drink" (обрада песме групе Рамонс)

### Бонус песме за британско тржиште
- "Rebel Yell" (обрада песме Билија Ајдола)

## Постава
- Алекси Лајхо - вокал, соло гитара
- Ропе Латвала - ритам гитара
- Јане Вирман - клавијатуре
- Хенка Сепала - бас гитара
- Јаска Ратикајнен - бубњеви